# Синхуалин
Синхуали́н (кит. упр. 杏花岭, пиньинь Xìnghuālǐng) — район городского подчинения городского округа Тайюань провинции Шаньси (КНР). Один из центральных районов города; именно здесь располагался старый город, основанный во времена империи Сун.

## История
В 1950 году был образован 2-й район Тайюаня. В 1954 году он был переименован в Бэйчэн (北城区, букв. «Северный город»).
В 1997 году было произведено изменение административно-территориального деления Тайюаня, и на основе района Бэйчэн, а также части земель бывшего Южного Пригородного района в 1998 году был образован район Синхуалин.

## Административное деление
Район делится на 10 уличных комитетов и 2 волости.